# Praon
Praon är ett släkte av steklar som beskrevs av Alexander Henry Haliday 1833. Praon ingår i familjen bracksteklar.

## Bildgalleri

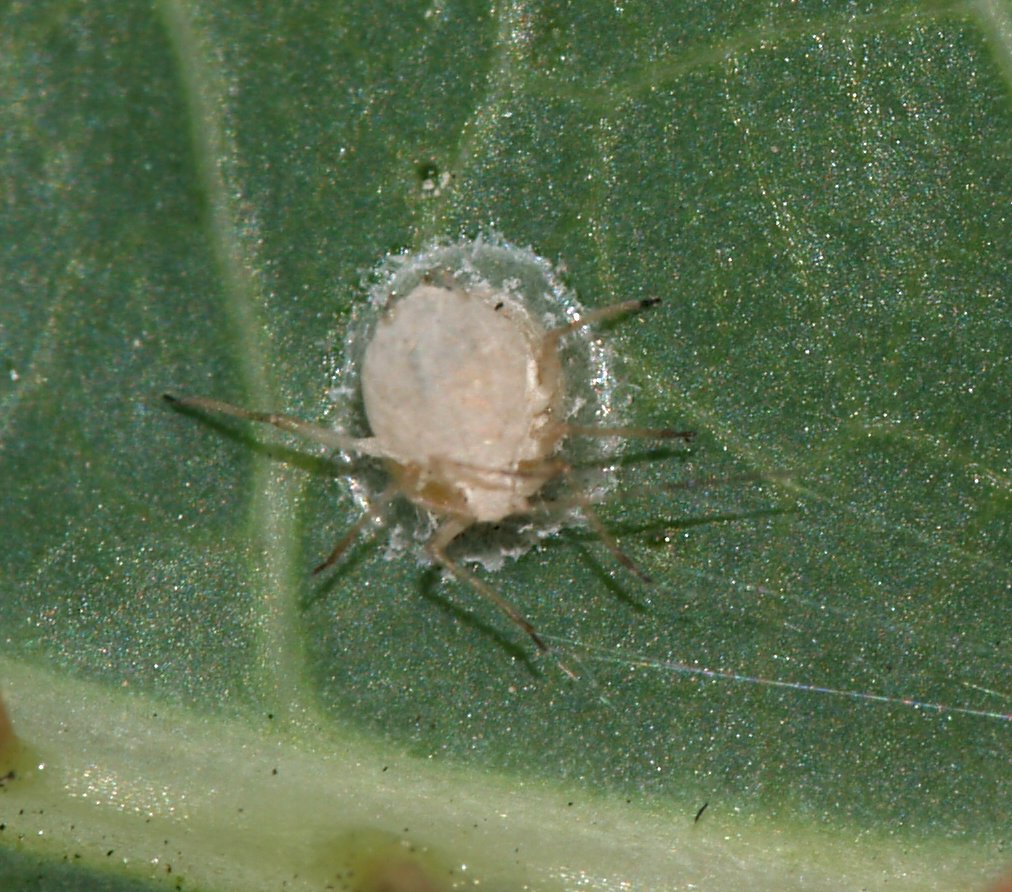
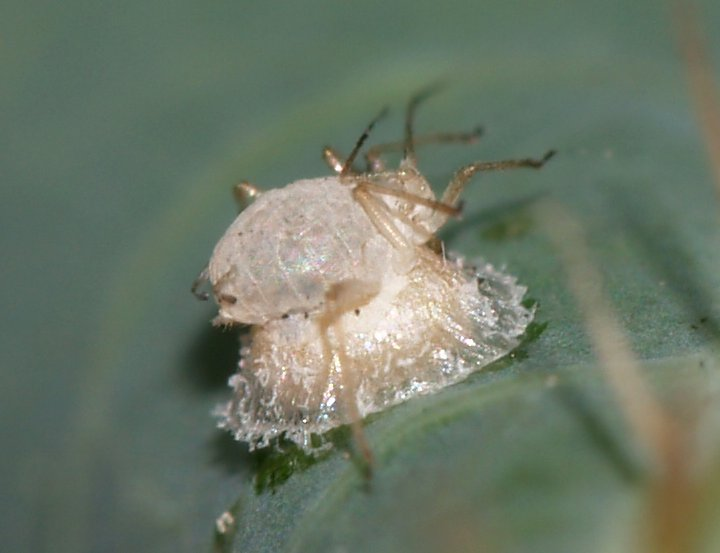
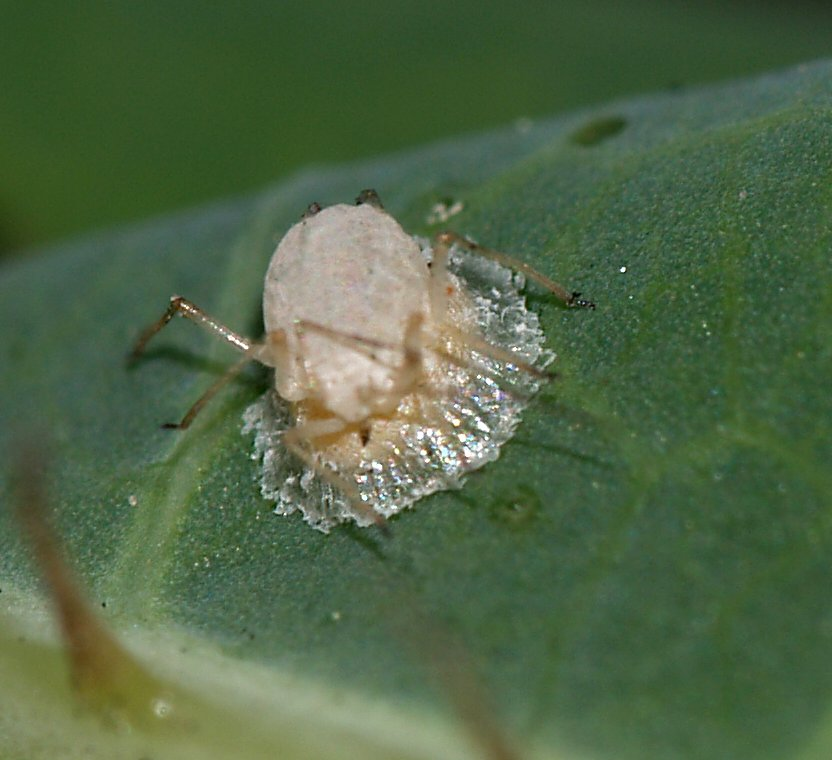
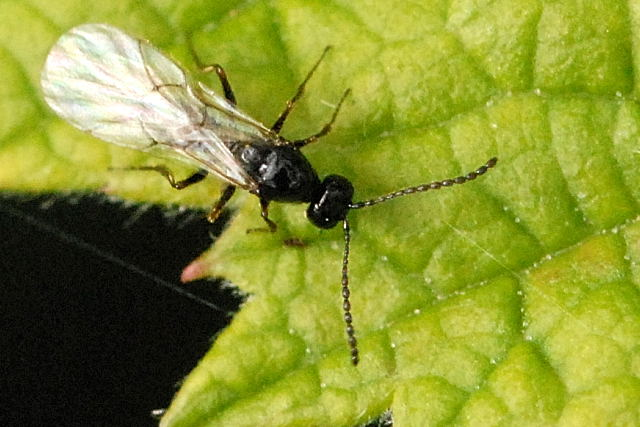
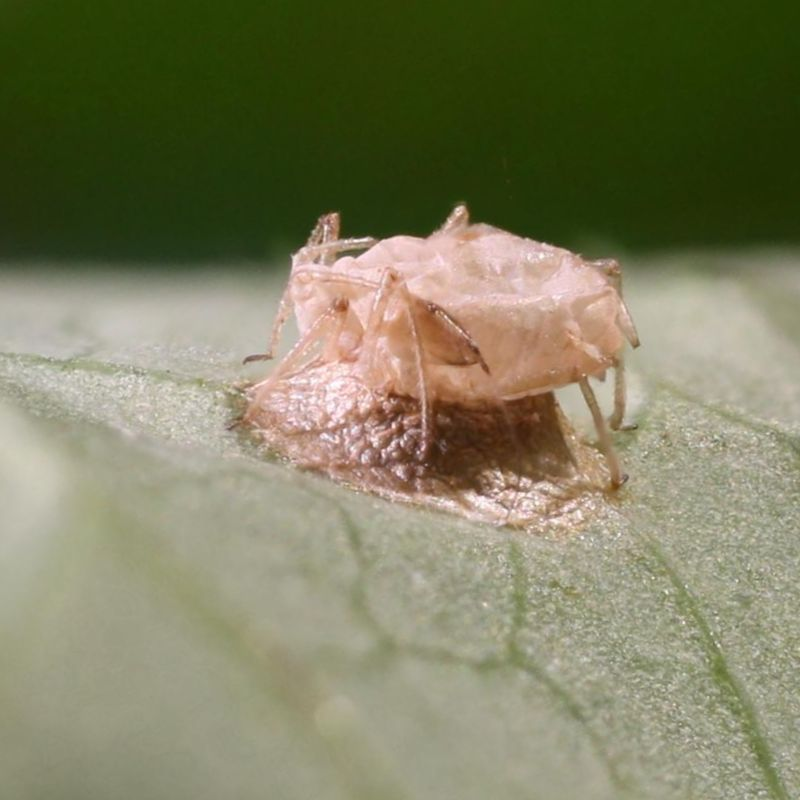
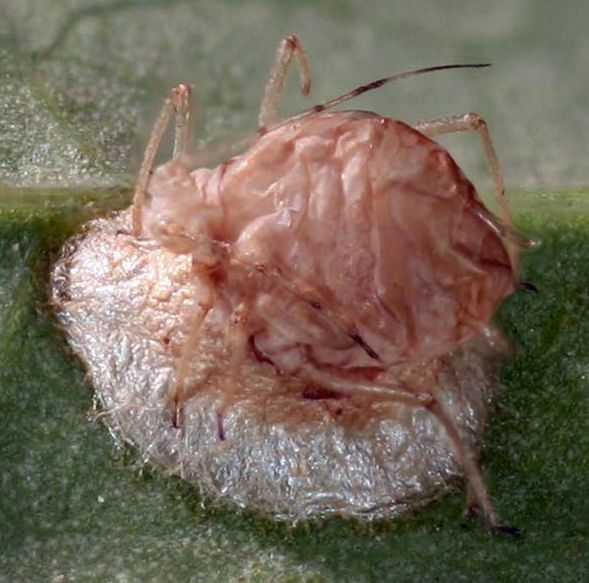

## Dottertaxa tillPraon, i alfabetisk ordning[1][2]
- Praon abjectum
- Praon absinthii
- Praon alaskense
- Praon americanum
- Praon artemisaphis
- Praon artemisicola
- Praon athenaeum
- Praon baodingense
- Praon barbatum
- Praon bicolor
- Praon bicolour
- Praon brachycerum
- Praon brevepetiolatum
- Praon brevistigma
- Praon callaphis
- Praon capitophori
- Praon caricicola
- Praon carinum
- Praon cavariellae
- Praon cerasaphis
- Praon changbaishanense
- Praon coloradense
- Praon coniforme
- Praon coreanum
- Praon dorsale
- Praon exoletum
- Praon exsoletum
- Praon flavicorne
- Praon flavinode
- Praon fulvum
- Praon gallicum
- Praon helleni
- Praon himalayense
- Praon hubeiense
- Praon humulaphidis
- Praon hyperomyzus
- Praon kashmirense
- Praon kurohimense
- Praon latgerinae
- Praon lemantinum
- Praon lepelleyi
- Praon longicorne
- Praon megourae
- Praon minor
- Praon mollitrichosiphi
- Praon muyuense
- Praon myzophagum
- Praon necans
- Praon nipponicum
- Praon nonveilleri
- Praon occidentale
- Praon orientale
- Praon orpheusi
- Praon pakistanum
- Praon pequodorum
- Praon pilosum
- Praon pisiaphis
- Praon prunaphis
- Praon pubescens
- Praon quadratum
- Praon retusae
- Praon rhopalosiphum
- Praon rosaecola
- Praon silvestre
- Praon simulans
- Praon spinosum
- Praon stagona
- Praon staryi
- Praon taisetsuzanum
- Praon thailandicum
- Praon thalictri
- Praon unicum
- Praon unitum
- Praon uroleucon
- Praon volucre
- Praon yakimanum
- Praon yomenae